# Rainelle
Rainelle is een plaats (town) in de Amerikaanse staat West Virginia, en valt bestuurlijk gezien onder Greenbrier County.

## Demografie
Bij de volkstelling in 2000 werd het aantal inwoners vastgesteld op 1545.
In 2006 is het aantal inwoners door het United States Census Bureau geschat op 1495, een daling van 50 (-3,2%).

## Geografie
Volgens het United States Census Bureau beslaat de plaats een oppervlakte van
2,9 km², geheel bestaande uit land. Rainelle ligt op ongeveer 739 m boven zeeniveau.

## Plaatsen in de nabije omgeving
De onderstaande figuur toont nabijgelegen plaatsen in een straal van 32 km rond Rainelle.